# 小米
粟，亦称稷、粱、粟米，北方又称谷子，俗称小米、黄小米、小黄米，属禾本科狗尾草属的一种农作物。也有将穗大毛长粒粗的称为粱，而穗小毛短粒细的称为粟；或是大粟為「粱」，小粟為「粟」。是五谷中籽实最小的。
早在新石器时代就已经開始种植，在青海遗址中也有出土。

## 形态
一年生草本，高60-150厘米；秆粗壮中空有节、分蘖少；叶互生，狭长披针形，有明显的中脉和小脉，具有细毛；穗状圆锥花序，着生于茎秆顶端，自花授粉为主；穗长20～30厘米，通常下垂；小穗成簇聚生在三级支梗上，小穗基本有刺毛；颖果的稃壳有白、红、黄、黑、橙、紫各种颜色，俗称“粟有五彩”，卵球状籽实粒小，未脱壳谷粒最常见者为黄色。

## 种植
粟耐旱，即便缺乏灌溉亦能生长。
現代中國最高產的小米省份為河北、山西、內蒙，共佔全國約64%。在台灣的原生種小米，種於山區，為台湾原住民早期主食。

## 历史
小米的野生祖先为狗尾草，两者可杂交。小米最重要的区别在于其无落粒性，即不会在成熟后自然分散种子。
2009年分析中國河北省磁山新石器遗址裡小米（粟）的植硅体，測得年代為公元前8700—7500年间，是世上最早的出土證據。由此一般認為小米原产于中国黄河流域。

## 用途
粟在中国北方俗称小米，是中国古代的主要粮食作物。華夏遠古時期夏和商代属于“粟文化”，小米作為北方主要糧食作物一直耕種至宋朝，甚至遼金时期中原仍主要以小米为主食。中国最早的酒也是用小米酿造的。粟的茎、叶较坚硬，可用作饲料，一般只有牛能消化。2005年，中国社会科学院考古研究所研究员叶茂林在青海省民和县喇家遗址发现了距今有4000多年历史的麵条实物，长约50厘米，宽0.3厘米，由粟制成。
元清時期蒙古和滿族流入粟和黍后，蒙古族與滿族會做成炒米或粘包食用，但當時是小麦在北方的大扩张时期，粟和黍的食用频率远远不及麦制品。如今蒙古與满族卻皆自称小米是其民族傳統食品，同样在韩国也有自称是其传统食品的说法。

## 其他

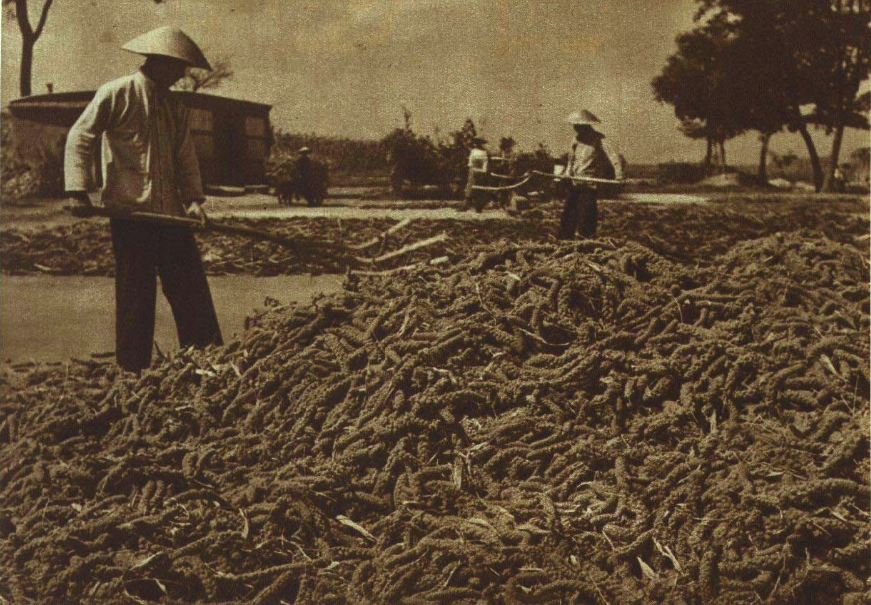
1952年河北昌黎县种植收获小米

经过多年人工除草，谷地的杂草非常像谷子，尤其幼苗时期，叫做“莠”，成语“良莠不齐”则是由此产生。
西方语言中，非农业专家一般对粟、黍、御穀和其他一些粒小的杂穀使用统称而不区分，如英语均称“millet”。

## 历史
公元前2世纪，匈奴人曾在位于杭爱山的赵信城储存大量的粟粮，该城以汉将赵信命名。

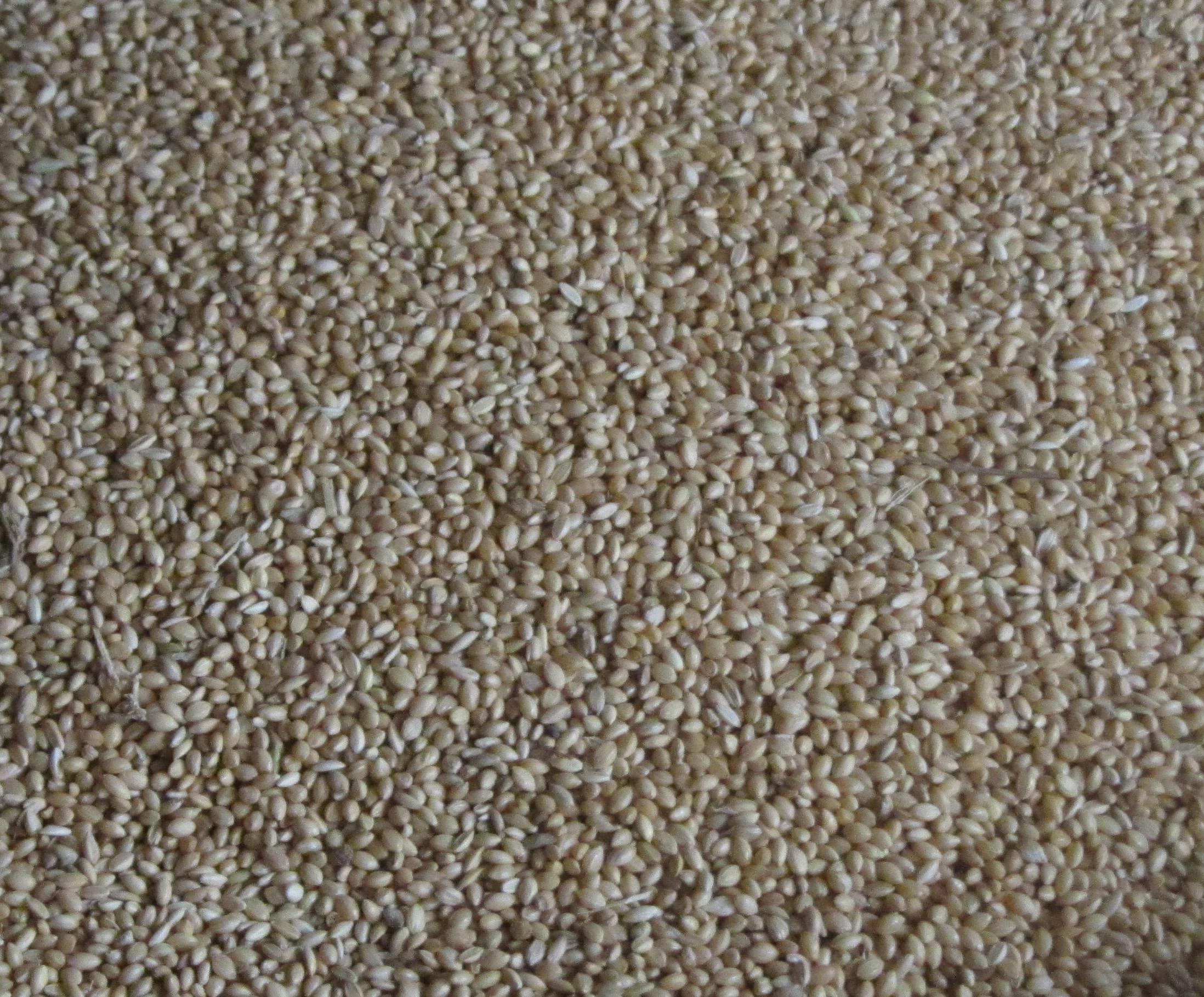
小米種子
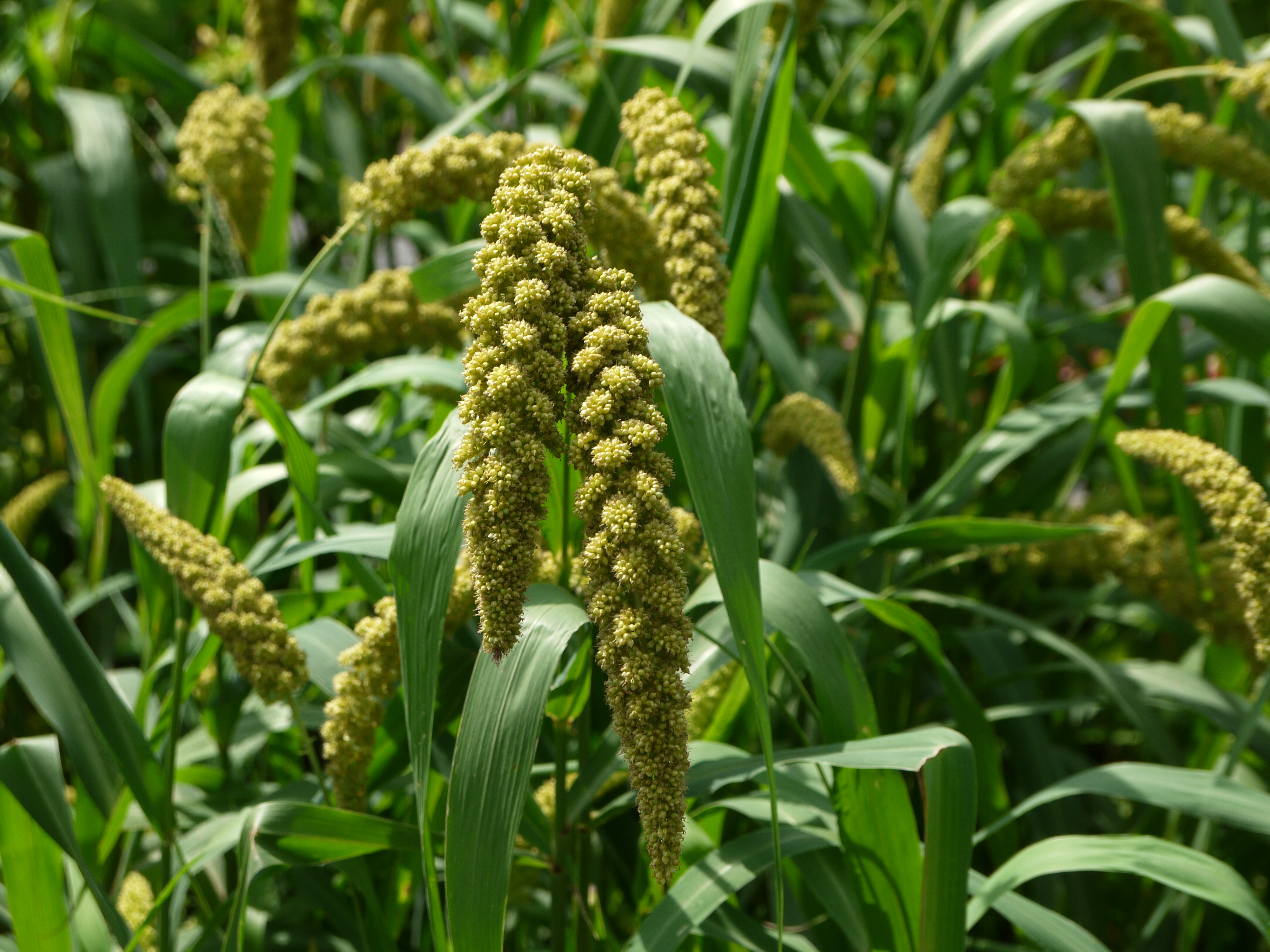
日本小米
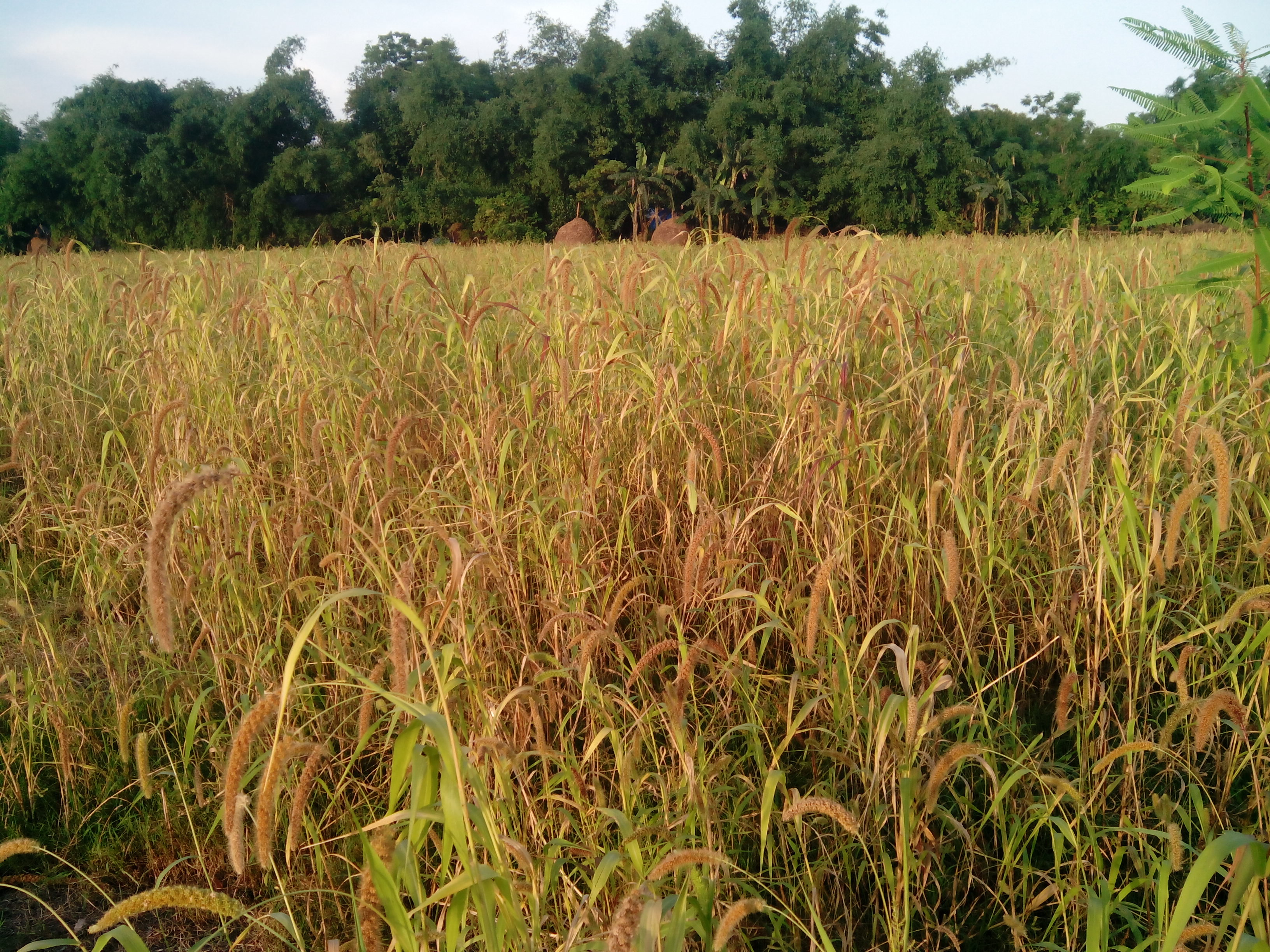
孟加拉的小米田
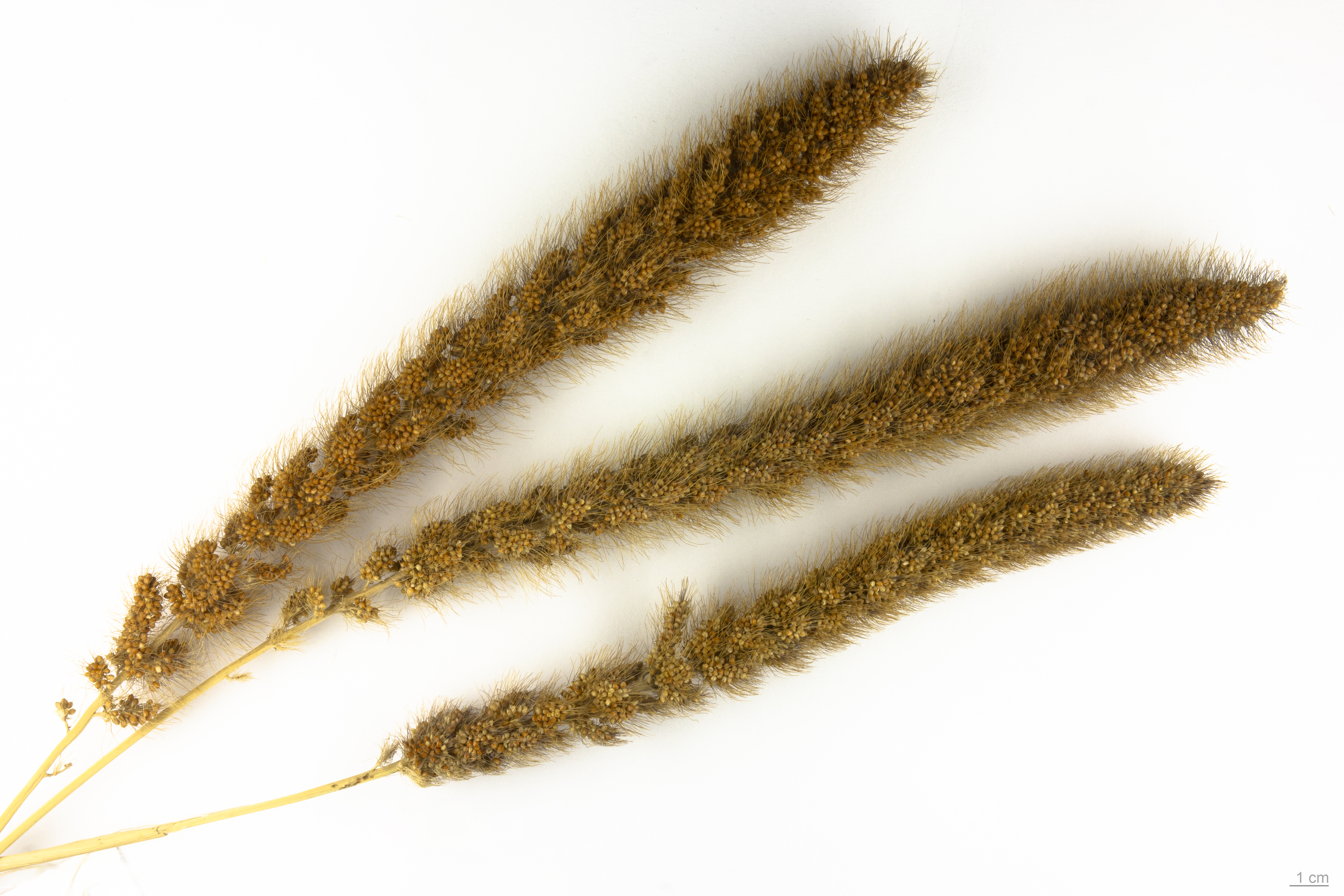
Setaria italica - Museum specimen

## 外部連結
[在维基数据编辑]
 《欽定古今圖書集成·博物彙編·草木典·粱部》，出自陈梦雷《古今圖書集成》
 《欽定古今圖書集成·博物彙編·草木典·稷部》，出自陈梦雷《古今圖書集成》
 《植物名實圖考·粱》，出自吳其濬《植物名實圖考》
- 粟 Su（页面存档备份，存于） 藥用植物圖像資料庫 (香港浸會大學中醫藥學院) （繁體中文）（英文）
- Alternative Field Crops Manual: Millets（页面存档备份，存于）
- 粟の収穫（页面存档备份，存于） 粟の脱穀（页面存档备份，存于） — "Harvest of foxtail millet" Gujō, Gifu, 日本